# Custom Robo GX
Custom Robo GX (カスタムロボGX) est un jeu vidéo de type action-RPG développé par Noise et édité par Nintendo, sorti en 2002 sur Game Boy Advance.

## Accueil
- Famitsu : 30/40[1]